# Paša
Paša (turško: paşa iz perzijskega padšah ali padišah, kar pomeni »kralj«) je bil visok naslov v političnem sistemu Osmanskega cesarstva, ki so ga običajno podeljevali guvernerjem provinc in generalom. Mnogi paše so bili istočasno guvernerji in generali. Proti koncu Osmanskega cesarstva je postal paša časten naslov, nekakšen »gospod«.
Ozemlje ali služba, ki je bila v pristojnosti paše, se je imenovala pašaluk (pashalik).

## Paše v osmanskem političnem sistemu
Pravico do podeljevanja naslova paša sta imela samo sultan in, z njegovim pooblastilom, podkralj (kediv) Egipta. Naslov se je prvotno podeljeval samo vojaškim poveljnikom, kasneje pa tudi visokim državnim uradnikom in celo neuradnim osebam in tujcem, katerim je hotel dvor izreči posebno čast.
Paše so bile po rangu nad begi in agami in pod kedivi in vezirji.
Naslov paša je imel tri stopnje, ki so se navzven razlikovale po številu jakovih, konjskih ali pavjih repov (trije, dva ali eden), ki so jih paše na vojnih pohodih obešali na svoje prapore - bayrake. Sultan je kot suveren in vrhovni poveljnik vojske na prapor obešal štiri repe.
Pravico do naslova paša so imeli naslednji visoki vojaški oficirji (nižje oficirje so naslavljali z bey ali kar z efendi):
- Vizier-i-Azam (veliki vezir, prvi minister, ki je bil na vojnih pohodih pogosto tudi sultanov namestnik),
- Mushir (feldmaršal),
- Kaptan ali Kaptan-ı derya (veliki admiral osmanske vojne mornarice),
- Ferik (generalpodpolkovnik ali viceadmiral),
- Liwa ali Liva (generalmajor ali kontraadmiral),
- Kizlar aga (glavni črni evnuh, najvišji uradnik v palači Topkapı; kot poveljnik oddelka baltacı, helebardistov cesarske armade, je imel pravico do treh repov.

Pravico do naslova paša je imel tudi istanbulski Shaikh ul-Islam, najvišji osmanski muslimanski verski poglavar.
Če je bil guverer province istočasno tudi paša, je dobila provinca poleg naziva eyalet ali vilayet dodatni naziv pašaluk (pashalik). Naslov paše, običajno z dvema repoma, so dobili tudi beglerbegi (generalni guvernerji provinc) in valiji (običajni guvernerji provinc).
Osmanske oblasti so naslov paša podeljevale muslimanom in kristjanom, ne glede na njihovo versko pripadnost. Naslov so pogosto podelili tudi tujcem, ki so bili v osmanski ali egiptovski državni službi.

## Paša kot častni naslov
Naslov paša so dodajali na koncu osebnega imena nosilca naslova. Čeprav naslov ni bil déden, je pogosto postal del osebnega imena, na primer Ibrahim Paša ali Emin Paša. Pašine sinove so imenovali pašazade ali paša-zadi. Oba naslova sta popolnoma enakovredna.
V sodobnem Egiptu v levantski arabščini se naslov paša še danes uporablja za spoštljivo naslavljanje (predvsem starejših) oseb in ima podoben zven kot na Slovenskem »gospod«.